# Sant Jordi i la princesa
Sant Jordi i la princesa és una taula d'estil gòtic català realitzada per un pintor anònim català entre 1459-1460 propietat des de 1923 del Museu Nacional d'Art de Catalunya (MNAC) on és exposada permanentment en la col·lecció gòtica. Per les figures representades, la seva qualitat i l'autoria atribuïda a Jaume Huguet, considerat un autor cabdal del gòtic català, se la considera el compendi simbòlic de la pintura gòtica a Catalunya.

## Composició
| Estructura original del tríptic- Sant Joan Baptista i el donant - Sant Jordi i la Princesa - Sant Lluís de Tolosa i la donant |

Originalment l'obra era un tríptic format per tres taules (una central i dues ales accessòries més petites) pintades per les dues cares. L'obra fou fragmentada i venuda especejada.
L'anvers de la taula principal (l'única conservada a la col·lecció del MNAC) està ocupat per la figura de sant Jordi dempeus amb les seves armes; al seu costat la princesa que ha salvat del drac, li ofereix un elegant casc mentre aguanta l'escut al sant cavaller. Les figures desgastades li confereixen un cert aire de nostàlgia a una obra icònica sobre la figura del sant guerrer, patró dinàstic dels comtes-reis de la Corona d'Aragó i de la Generalitat de Catalunya.
La manca d'informació sobre els seus orígens ha donat fruit a l'especulació sobre els personatges, com la que a començaments del segle XX apuntava al príncep de Viana com a model de la figura de Sant Jordi. La coincidència temporal del personatge amb la realització de la taula, el suport dels catalans a la dissortada figura del príncep -transformada en revoltes- i la seva misteriosa mort, varen fer créixer una simpatia popular i una lògica assimilació amb la santedat representada pel patró de Catalunya.
El revers mostra l'escut de la família Cabrera, suposadament els qui varen encarregar l'obra.
Al marge dels aspectes estilístics, la coincidència de les finestres o obertures del fons d'aquesta taula amb les dues taules de Berlín, així com les mides del Sant Jordi comptant que aquest havia sigut tallat a la part baixa.
Cadascuna de les taules laterals mostraven a l'anvers mostraven una parella de donants presentats per sant Joan Baptista i sant Lluís de Tolosa. Al revers hi tenia mitges figures de sants, sant Pere i sant Pau i, probablement, sant Joan Evangelista i sant Jaume. En opinió de l'especialista en art hispànic Valerian von Loga, les figures dels donants podrien ser Joan II de Castella i la seva esposa Maria d'Aragó, prenent com a base les seves riques vestimentes i una banda semitransparent que porta el donant amb un brodat en or i plata d'un gerro de lliris, el símbol de la Jarra y Estola, un orde militar creat el 1403 per Ferran d'Antequera i a la qual varen pertànyer els seus descendents. Amb tot, aquesta tesi no ha estat corroborada per historiadors posteriors i no resulta coherent amb l'escut dels Cabrera del revers de la taula central.
El fet que els donants apareguin presentats mitjançant un sant apunta directament a una influència del nord d'Europa.

## Autoria
Durant molts anys va ser atribuïda a Jaume Huguet (1412-1492), però a començaments del segle XXI han guanyat força les teories que proposen que l'autor d'aquesta obra seria un pintor català actiu a la segona meitat del segle xv, que, com a anònim, se l'ha anomenat el Mestre de Sant Jordi i la princesa. Abans però, Chandler Rathfon Post havia proposat a Martín de Soria, un dels seus deixebles més fidels, com l'autor d'aquest tríptic i d'altres obres encara anònimes.
Anys més tard, Gudiol i Ainaud varen seleccionar part d'aquestes obres com a producció de joventut de Jaume Huguet. Les obres incloses eren el retaule de la Mare de Déu de Cervera de la Cañada, les taules de l'Anunciació i l'Epifania d'Alloza, actualment al museu de Saragossa, així com dues taules d'un retaule de sant Llorenç o de sant Vicenç (abans a la col·lecció Román Vicente de Saragossa i després a la col·lecció Torelló de Barcelona), la tela de la Mare de Déu i l'àngel custodi del museu de Saragossa i el Cap de profeta Daniel conservat al museu del Prado.
Totes elles serien obres del mateix Mestre de Sant Jordi i la princesa, a jutjar per la nova proposta presentada per Rosa Alcoy i que el situa al taller aragonès de Pascual Ortoneda, probablement el seu fill Bernat Ortoneda.

## Història
L'obra va ser encarregada per la família Cabrera.
Segons les investigacions de l'historiador d'art hispànic medieval Émile Bertaux, aquesta peça era la part central d'un tríptic, les ales del qual formaven part de la col·lecció barcelonina de Pedro Afiés. Varen ser venudes el 1904 a Berlín, primer a la col·lecció de James Simon i més tard al museu berlinès Kaiser-Friedrich-Museum. Mostraven a l'anvers una parella de donants presentats per sant Joan Baptista i sant Lluís de Tolosa. Igual que passa amb la taula de Sant Jordi, estaven pintades per ambdós costats.
Aquestes dues taules varen desaparèixer en un incendi durant un bombardeig de la Segona Guerra Mundial el 1945.
La taula central va pertànyer a la col·lecció que Francesc Miquel i Badia tenia, principalment de mobiliari, ceràmica i vidre. En una publicació de la seva col·lecció de 1887, s'indicava que provenia de València. Va ser adquirida pel col·leccionista barceloní Emili Cabot i d'aquí va passar al Museu d'Art de Catalunya en una operació de bescanvi el 1923.